# 可動式液晶
1. ティルト式液晶を持つデジタルカメラで構造が稼働していることが分かる画像
2. バリアングル式液晶を持つデジタルカメラで構造が稼働していることが分かる画像
3. 可動式液晶部が稼働していることが分かる様々な機器の画像

可動式液晶（かどうしきえきしょう）とは、主にデジタルカメラなどの携帯機器において、液晶ディスプレイが可動する機構を有しているものを指す。ティルト式（Tilt, チルト式）とバリアングル式（Variable angle）に大別される。ここでは、画面が折りたたまれるものも紹介する。
デジタルカメラにおいては、ハイアングル、ローアングルでの撮影時に活用されるほか、画面が180度回転するものでは自分撮りを行う際に便利である。また、光学情報を電気信号に変えるデジタルカメラならではの表示方法とも言える。

## ティルト式
ピッチング方向（上下方向）に回転する機構を指す。デジタルカメラ以外では、薄型テレビ、液晶ディスプレイ、カーナビやカーオーディオなどで見られる。
デジタルカメラにおいては、無理な姿勢をすることなく液晶を見ながら高低からの撮影が可能な仕組み。画面が光軸上から移動しないため被写体と液晶を一直線に確認できるが、機種によっては上下どちらかにしか稼働しない、アクセサリーシューが干渉する、カメラを縦向きに用いて撮影する場合に恩恵がない等のデメリットがある。縦向きの使用を想定して左右方向にも可動する機種もある。

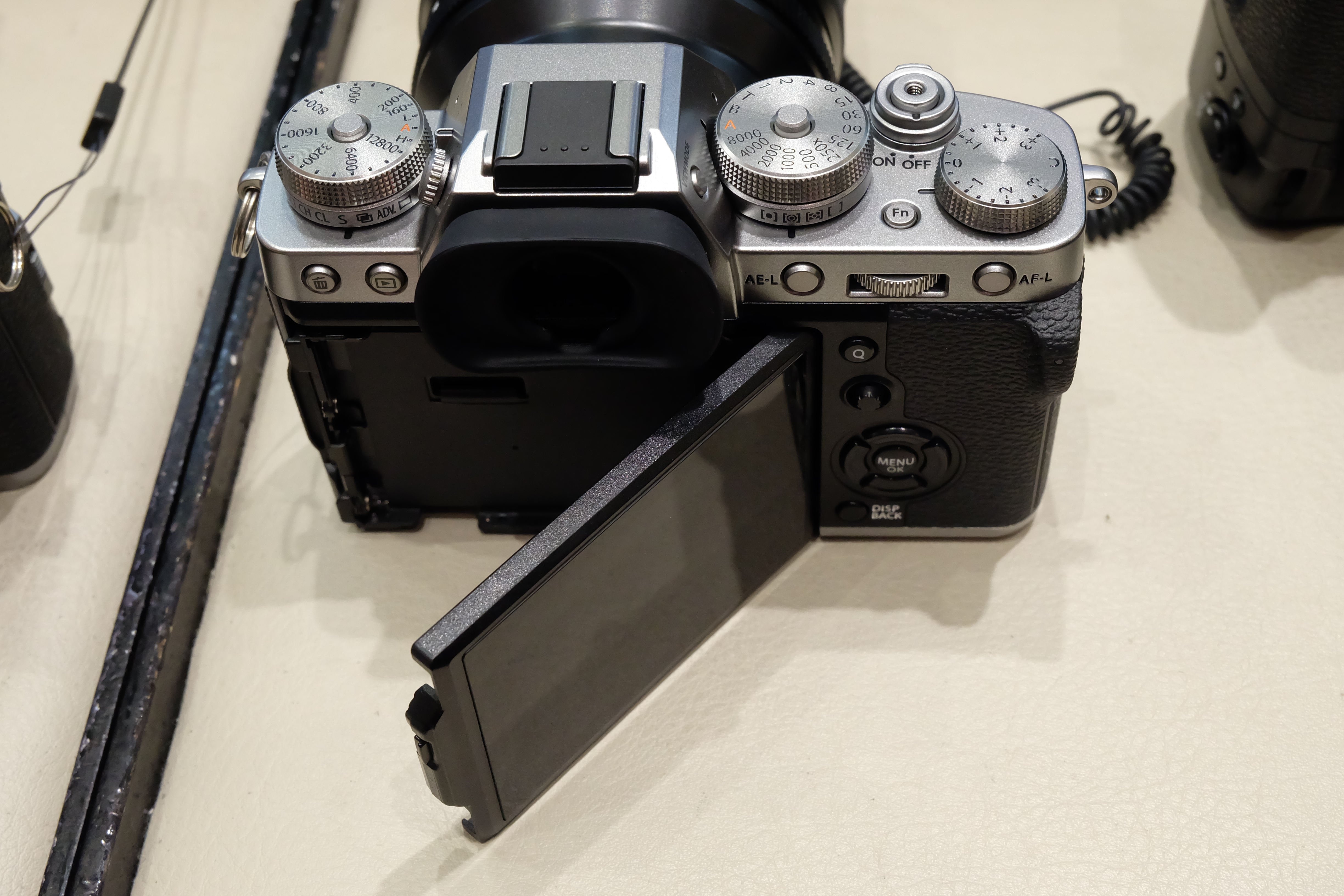
左右方向に可動する液晶（富士フイルム X-T3）
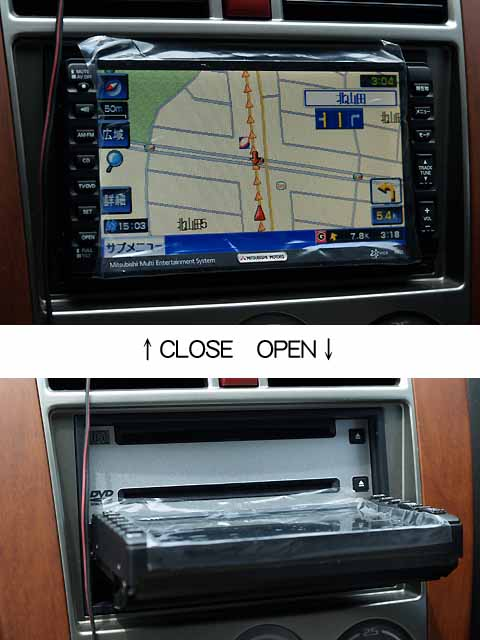
カーナビ一体型のカーオーディオ
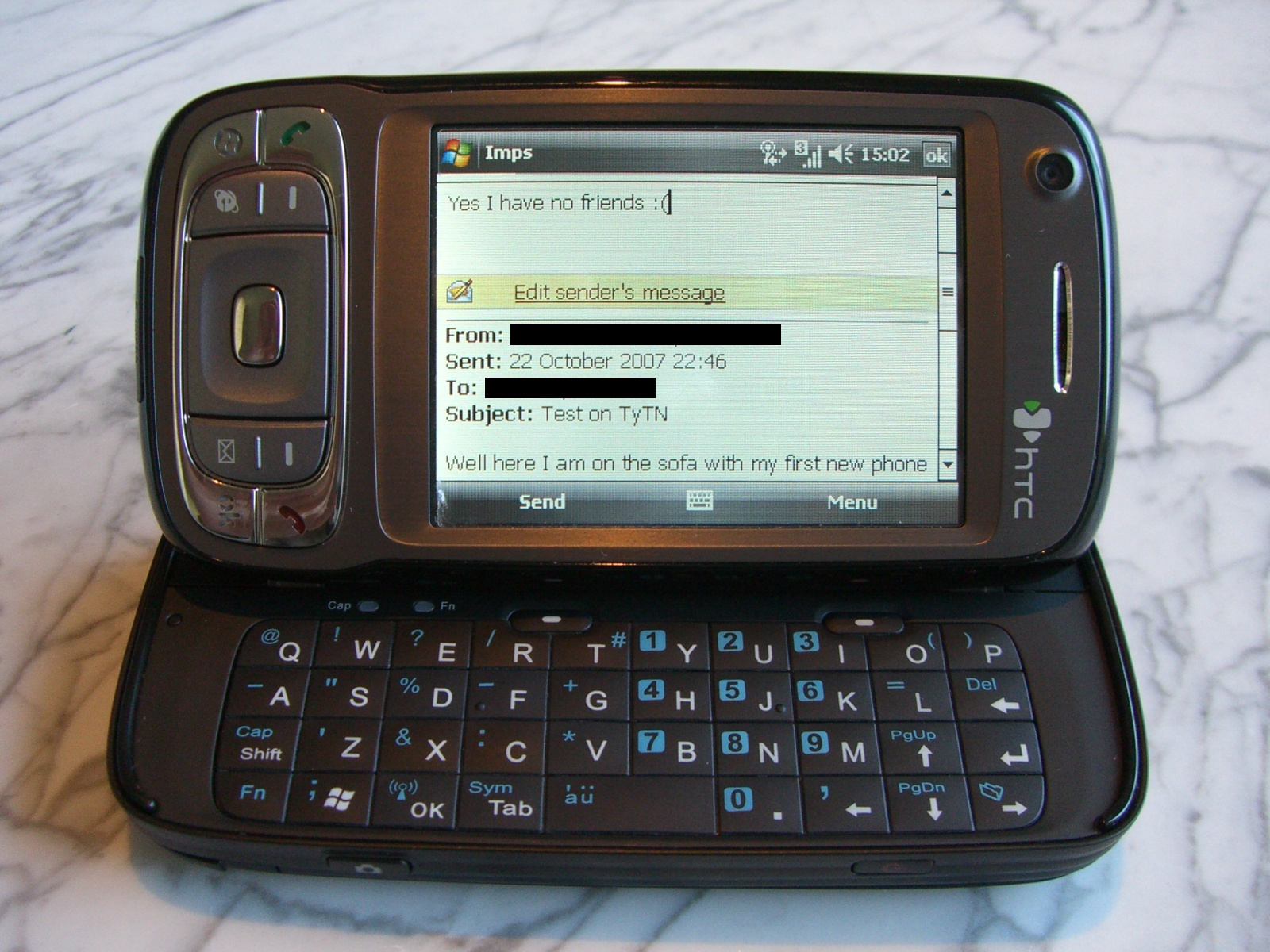
スライドティルト型の携帯電話（HTC TyTN II）

## バリアングル式
同時に2軸方向の回転ができる機構を指す。手持ち式あるいは重量があるデジタルビデオカメラはその構造上多くがこの方式を採用している。
デジタルカメラにおいては、カメラを縦向きに用いて撮影する場合に左右方向に可動させることでローアングル等での縦構図を簡単に撮影できるが、画面を開いてから回転させる手間があり、画面が光軸上からずれる等のデメリットがある。

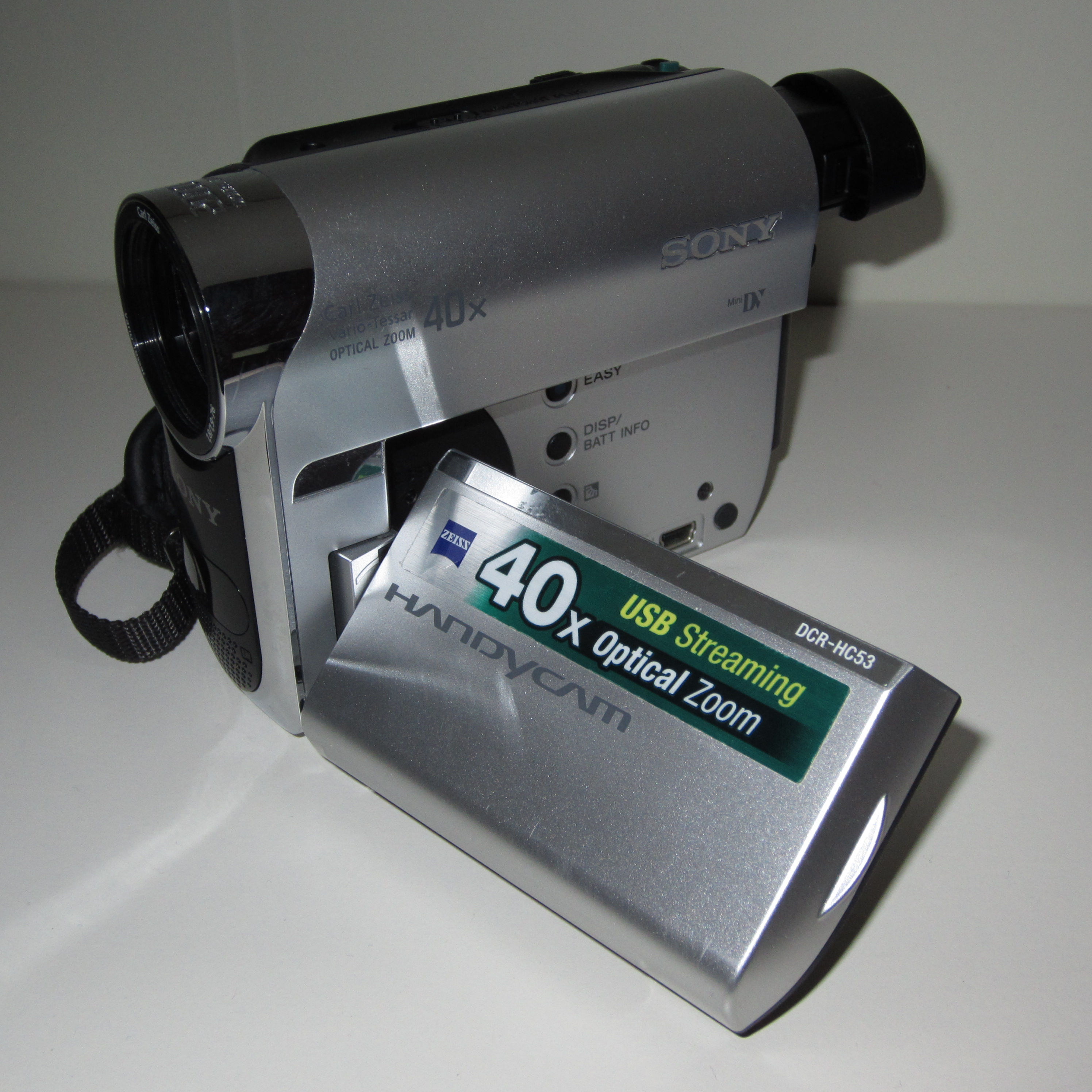
ハンディカム（DCR-HC53）

## 折り畳み式
おおよそ非使用時に画面が機体の内側を向き、使用時に回転して開くものを指す。ノートパソコンのほとんどがこの機構を有している。特に日本の携帯電話においては多様な展開方法が開発された。

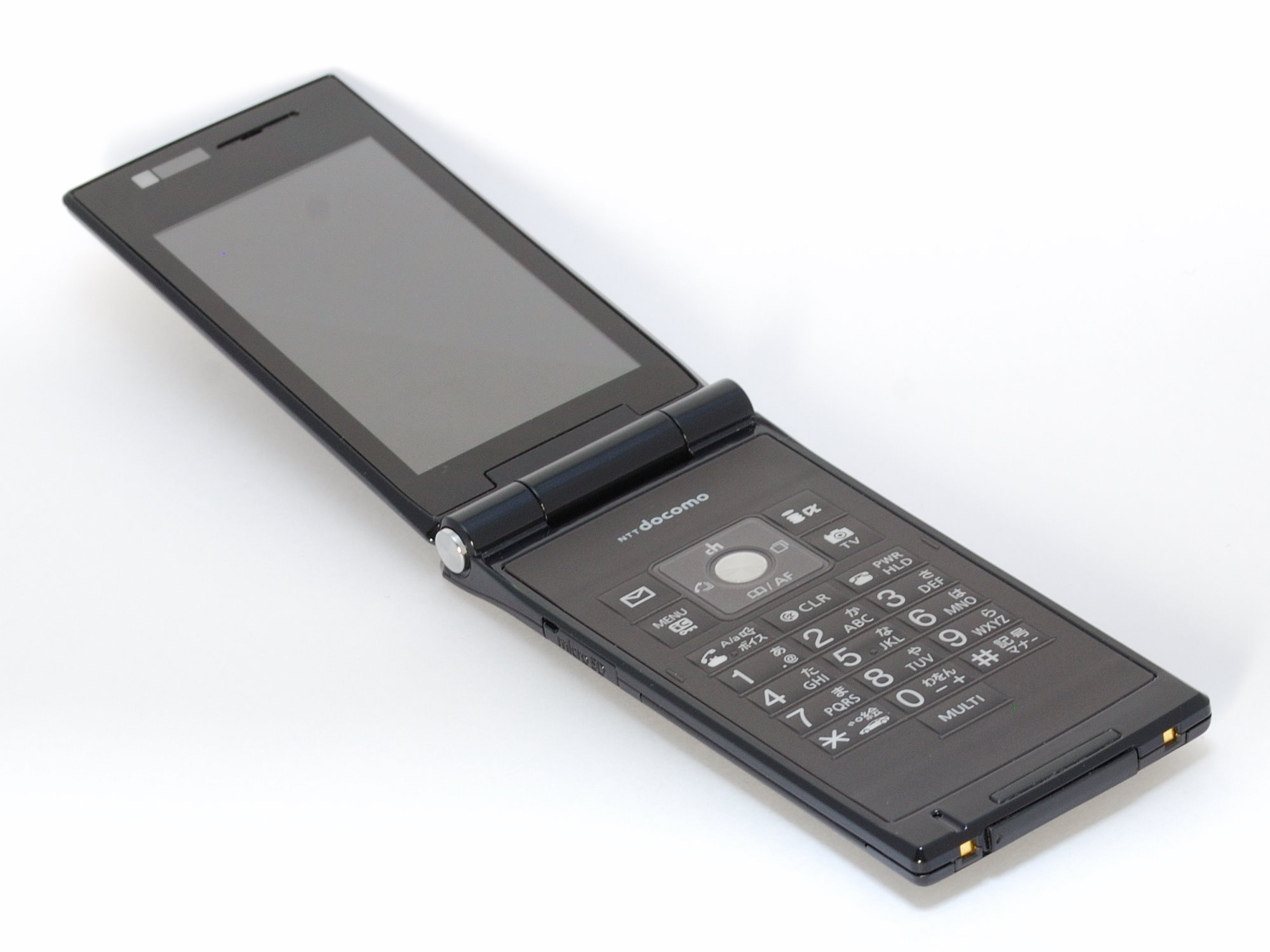
折り畳み式の携帯電話（FOMA P706iμ）
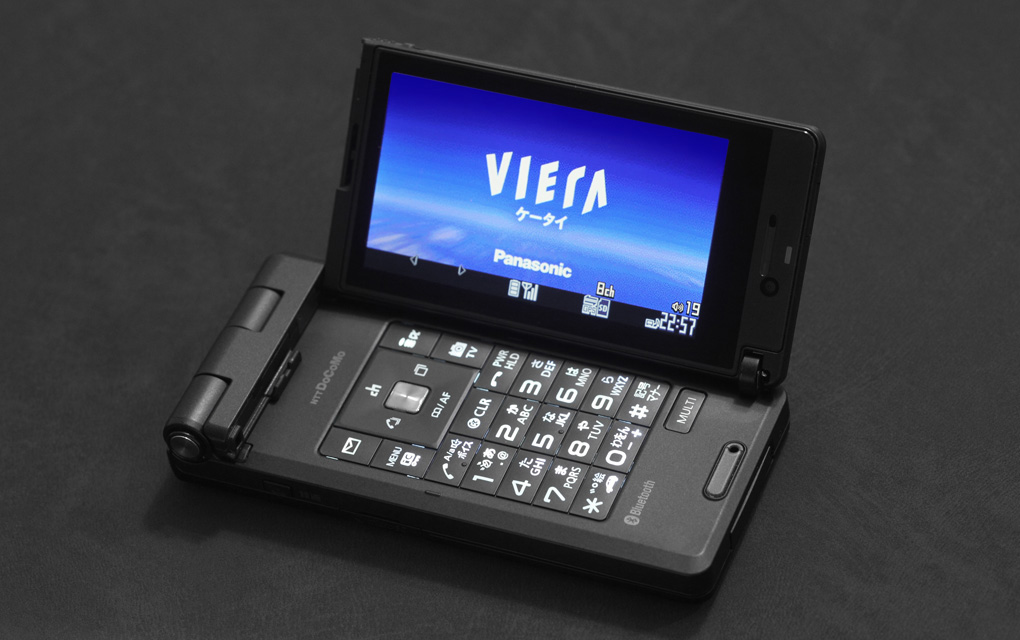
横方向にも開く携帯電話（FOMA P906i）
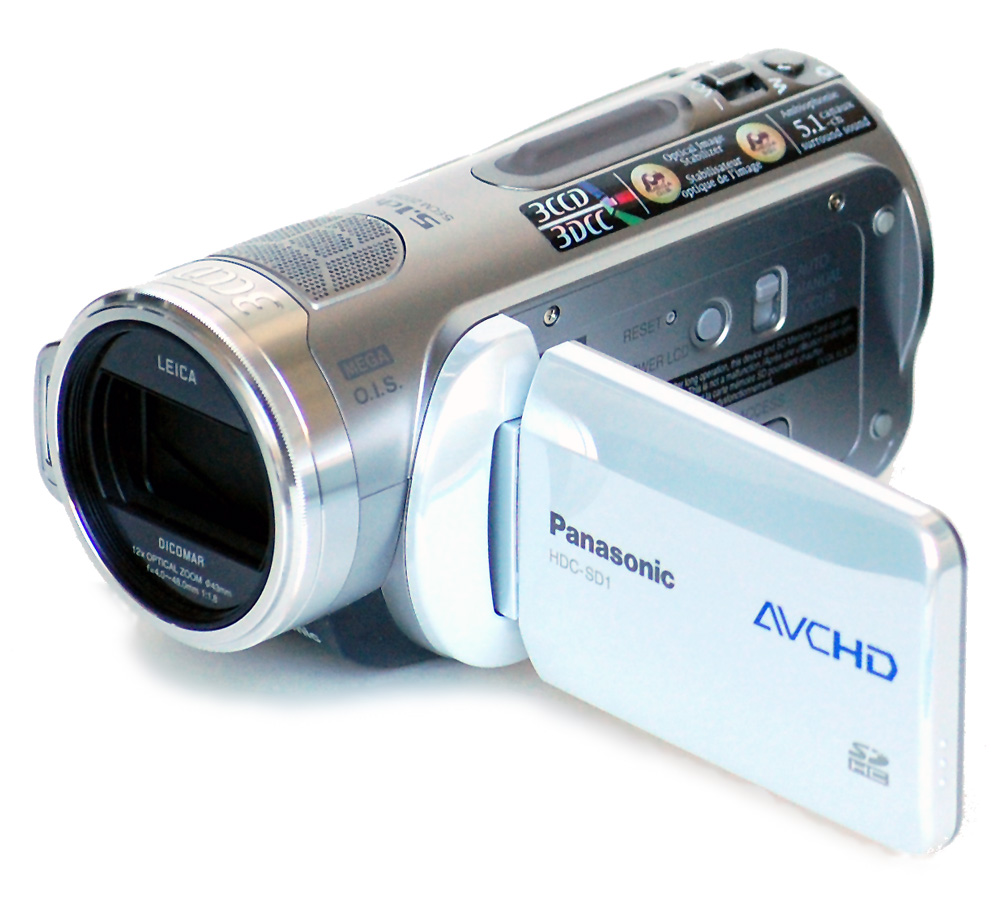
ビデオカメラ（パナソニック HDC-SD1）
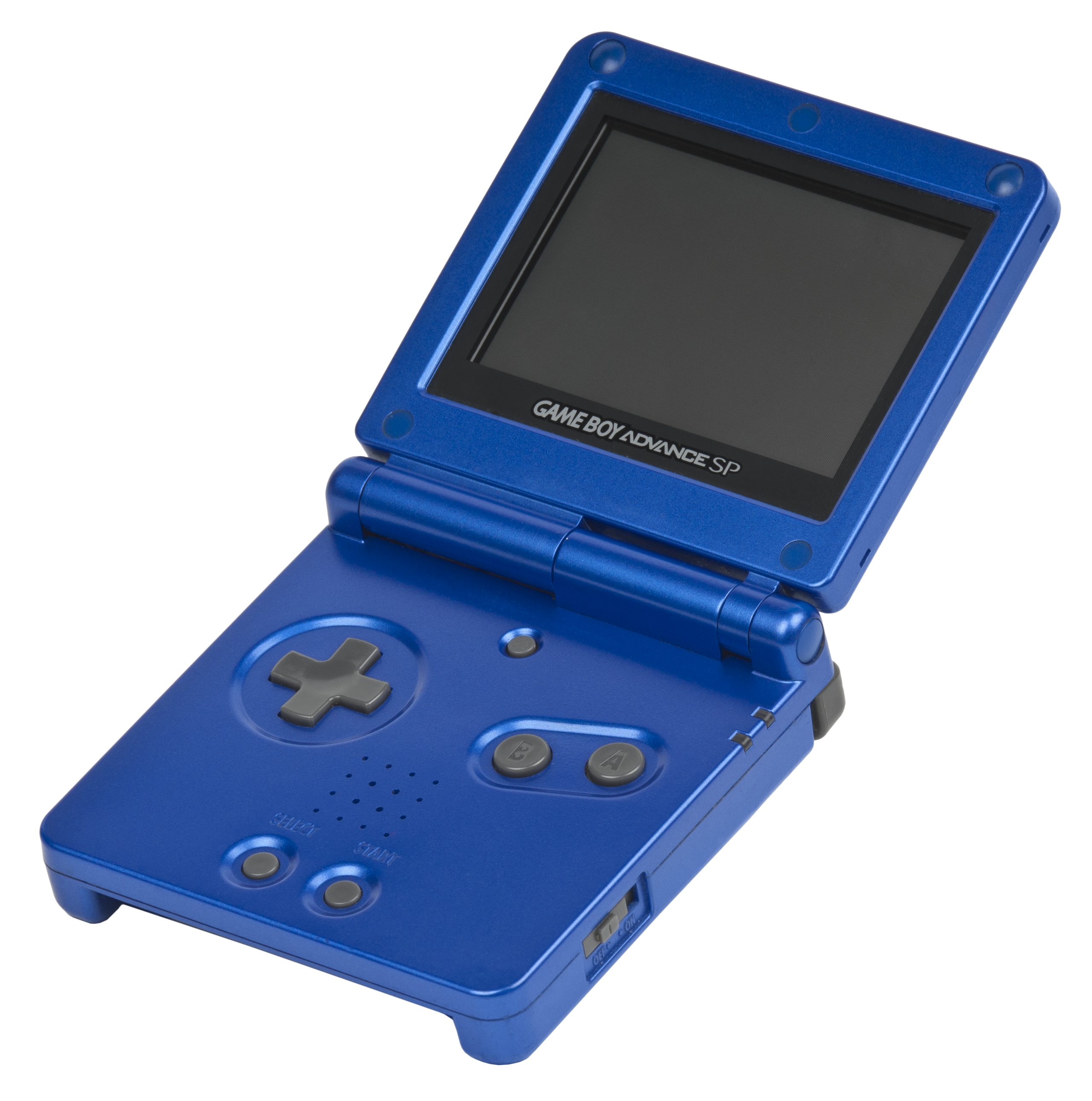
携帯型ゲーム（ゲームボーイアドバンスSP）
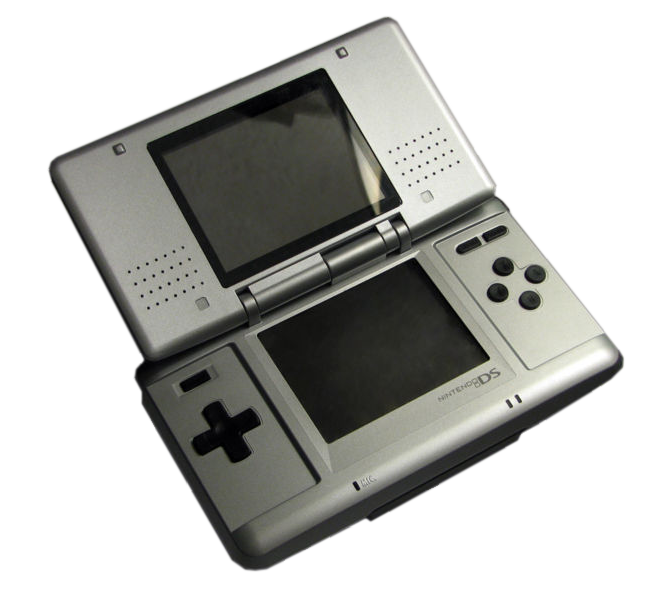
携帯型ゲーム（ニンテンドーDS）
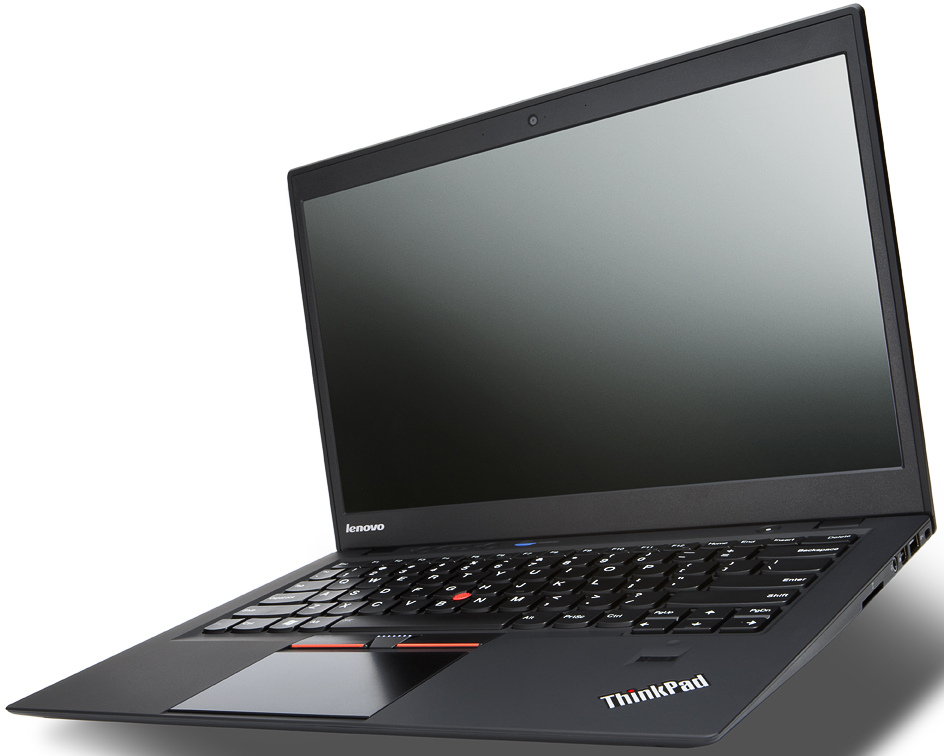
ノートパソコン（レノボ ThinkPad X1 Carbon）
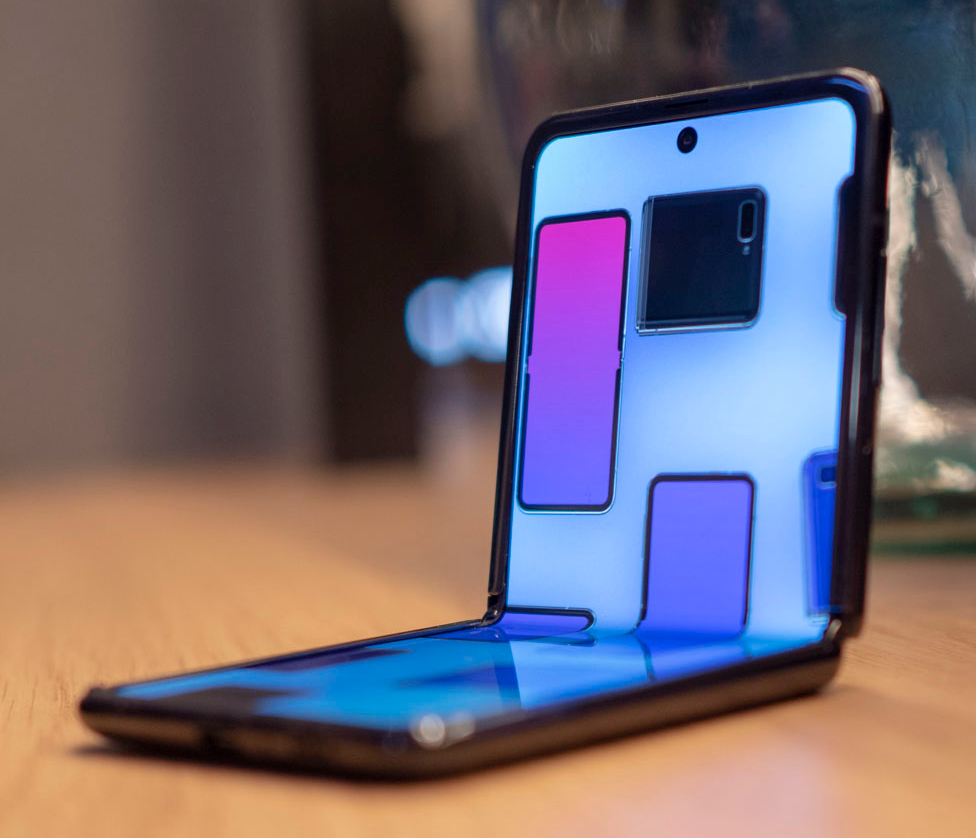
折り畳み式のスマートフォン（Samsung Galaxy Fold）